# Otočna patuljastost
Otočna patuljastost je proces i stanje reduciranja veličine velikih životinja - obično sisavaca, ali također i dinosaura - kada je njihova populacija ograničena na veoma malen prostor, obično otok. Ovaj prirodni proces je drugačiji od namjernog uzgoja patuljastih životinja.
Ovaj proces se odigrao mnogo puta tokom povijesti evolucije. Primjeri patuljaka kod dinosaura su Europasaurus, a kod modernih životinja to su životinje poput slonova i njihovih srodnika. 
Postoji nekoliko objašnjenja za mehanizam koji potiče takvu patuljastost. Jedno od njih je da je to odgovor genoma na stres stvoren zbog takve okoline. Drugo je da je to selektivan proces gdje samo manje životinje zarobljene na otoku prežive, jer su količine hrane ograničene. Manje životinje trebaju manje hrane i time će vjerojatno proći prijelomnu točku gdje je smanjenje populacije dovoljno da se hrana obnovi (i time preživjeli mogu osnovati novu populaciju sličnih sebi).

## Primjeri
Među najpoznatijim primjerima otočne patuljastosti su:
- Dinosauri, uključjući i nedavno otkrivenog Europasaurusa s otoka Haţeg u Rumunjskoj. Drugi patuljasti dinosauri s tog otoka su Magyarosaurus, Rhabdodon i Telmatosaurus.[1][2]
- Patuljasta forma krokodila iz period rane krede je Bernissartia, koji nije bio veći od domaće mačke.
- Izumrle patuljaste krezubice (ljenivci i mravojedi) s Kube, Hispaniole i Portorikoa. Na jednom od otoka ispred karipske obale Paname (Isla Escudo de Veraguas) i danas živi Bradypus pygmaeus, patuljasti ljenivac.
- Patuljasti mamuti koji su živjeli na prethistorijskom otoku Santa Rosae, čiji nepotopljeni dijelovi su danas sjeverni otoci kanalskih otoka u Kaliforniji.
- Na današnjim Kalifornijskim kanalskim otocima još uvijek živi patuljasti oblik sive lisice. Veličinom odgovara domaćoj mački, značajno je manja od izvornog oblika.
- Patuljasti slonovi iz nedavne povijesti s Malte, Krete, Cipra i Sicilije.[3]
- Patuljasti stegodonti (srodnici slonova) s Floresa, Sulawesija, Sumbe i Timora.[4]
- Nedavno dokazana zasebna vrsta hominida nazvana Homo floresiensis, s otoka Flores u Indoneziji.[5]
- Patuljasti ljudi s Palaua u Mikroneziji, slične veličine kao Homo floresiensis.[6]
- Na Borneu još uvijek živi patuljasta podvrsta azijskog slona.
- Sobovi na Spitsbergenu (otok u Svalbardskom otočju) visoki su u ramenima samo 65 cm, dok su na kopnu prosječno visoki oko 110 cm.

Postoji još niz primjera što izumrlih što i danas živućih patuljastih oblika životinja čiji su srodnici na kopnu značajno veći. 
Ovaj proces nije vezan isključivo za klasične otoke. Moguć je i u drugim situacijama gdje je jedan ekosustav izoliran od vanjskih utjecaja. To uključuje špilje, pustinjske oaze i izolirane doline.
Proces suprotan ovome je otočni gigantizam, kad inače malene životinje, zbog izostanka prirodnih neprijatelja u izoliranom okolišu, postaju značajno veće od normalnih. Izvrstan primjer otočnog gigantizma je dodo, čiji preci su golubovi. 